# David Kpormakpor
David Donald Kpormakpor (Bomi County, Liberia 28 september 1935 - Staten Island, New York, Verenigde Staten van Amerika 19 augustus 2010) was een Liberiaans advocaat, rechter, hoogleraar en staatsman. Van 7 maart 1994 tot 1 september 1995 was hij voorzitter van de Staatsraad (d.w.z. staatshoofd) van Liberia.

## Biografie
David Kpormakpor werd op 28 september 1935 in Bomi County geboren en behoorde tot de Gola, een van de volkeren van Liberia. Zijn ouders waren ongeletterd. Hij ontving onderwijs aan een missieschool en studeerde aan het College of West Africa in Monrovia, de University of Liberia en aansluitend aan de San Francisco State University in de Verenigde Staten waar hij een doctorstitel in de rechten verwierf. Na zijn terugkeer in Liberia was hij hoogleraar in de rechtsgeleerdheid aan de University of Liberia en was hij partner bij het advocatenkantoor Sherman & Sherman Law Firm in Monrovia. Later was hij een van de rechters van het hooggerechtshof van Liberia.
Tijdens de Eerste Liberiaanse Burgeroorlog werd hij met steun van de Amerikanen lid van de Staatsraad - het voorlopige regeringsorgaan. Van 7 maart 1994 tot 1 september 1995 vervulde hij de functie van voorzitter van de Staatsraad en was daarmee de facto staatshoofd van Liberia. Hij gold als onkreukbaar en weigerde steekpenningen aan te nemen. Nadat Charles Taylor in 1997 president van Liberia was geworden zette hij Kpormakpor voor de duur van twee maanden gevangen. Na zijn vrijlating leefde hij twee jaar lang op een militaire basis van de Afrikaanse vredesmacht die in Liberia was gestationeerd. Nadien vestigde hij zich op Staten Island, New York waar hij tot zijn overlijden in 2010 woonde.